# Ruperto de Deutz

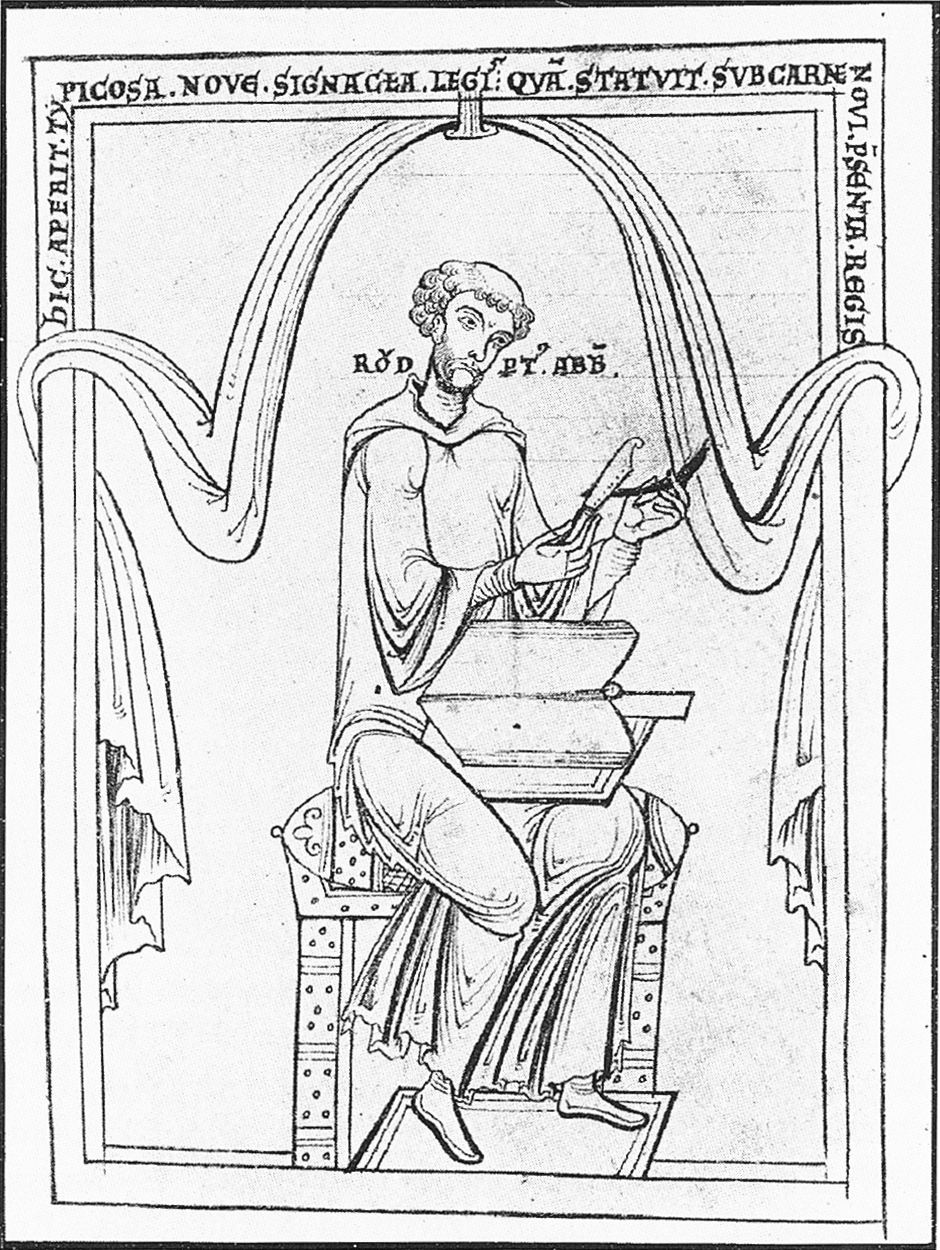
Ruperto de Deutz

Ruperto de Deutz, también de Saint-Laurent de Lieja o Rupertus Tuitensis (*ca. 1075-†1129 en Deutz), fue un monje valón y luego abad en la ciudad alemana de Deutz. Fue teólogo, exégeta y místico.[cita requerida]
Nació hacia 1075 en el seno de una familia noble valona de Lieja. De niño se educó como oblato en la abadía benedictina de San Lorenzo, en Lieja. Pero debido a los desórdenes y problemas resultantes de la Querella de las Investiduras[cita requerida] fue ordenado sacerdote recién en 1108, teniendo ya cerca de 35 años.
La mayoría de sus escritos anteriores a esta época, leyendas de santos y poemas, no han sido preservados. Desde ca. 1110 hasta su muerte en 1129 Ruperto desarrolló una prolífica labor literaria, de gran influencia en los teólogos del siglo XII, sobre todo aquellos del ámbito de lengua alemana.[cita requerida]
Participó en los debates de su tiempo como exégeta y teólogo. Fue debido a los ataques de sus oponentes dogmáticos que hacia el año 1113 Ruperto se recluyó en la abadía benedictina de San Miguel, en Siegburg.[cita requerida] En Lieja, fue desde 1115 profesor de Wibaldo, futuro abad de Stavelot.
En 1119 fue elegido abad de la abadía benedictina de San Heriberto en Deutz, una pequeña localidad situada en la orilla derecha del río Rin, frente a Colonia, con la que estaba comunicada por dos puentes, de modo que funcionaba como un suburbio de esta ciudad. Falleció en 1129 en la abadía de Deutz.

## Obras
Entre sus obras se encuentran:[cita requerida]
- Un comentario sobre el Apocalipsis.
- Un comentario sobre el El Cantar de los Cantares.
- Un comentario sobre el evangelio de Juan.
- Un comentario sobre el evangelio de Mateo.
- Un comentario sobre los profetas menores.
- Un comentario sobre la liturgia de la misa.
- De victoria Verbi dei.
- De sancta Trinitate et operibus eius.
- De glorificatione trinitatis et processione spiritus sancti.
- La homilía De incendio oppidi Tuitii, sobre el incendio que en 1128 devastó la aglomeración que rodeaba al monasterio de Deutz.[2]